# 巴爾布里根
巴爾布里根（英語：Balbriggan）是位於愛爾蘭共和國芬戈郡北部的一座城市。據2011年人口普查，巴爾布里根有人口19,960人。巴爾布里根位於愛爾蘭首都都柏林至北愛爾蘭首府貝爾法斯特的鐵路線的中間。

## 外部連結
- Balbriggan.info （页面存档备份，存于） Balbriggan Community Website
- Balbriggan.net （页面存档备份，存于）
- Balbriggan Summerfest （页面存档备份，存于）